# Erdut (hrad)
Hrad Erdut (též Ardud nebo Erdutský hrad, maďarsky Erdődy) je středověká pevnost v chorvatském Erdutu na pravém břehu Dunaje, na hranici se Srbskem a asi třicet kilometrů východně od Osijeku.

## Historie
Hrad byl postaven ve 14. století na sedmdesát metrů vysoké ostrožně nad Dunajem. Okolní krajina je zcela plochá, takže z hradu byl vynikající výhled na všechny strany, zejména na případné útočníky od východu. Osada a hrad jsou poprvé zmíněny jako Ardud v roce 1335.
Dokumenty z 16. a 17. století zmiňují rod Bánffyů, coby vlastníky panství mezi lety 1552 a 1687 mezi tureckými invazemi.
V červenci 1991 byl hrad poškozen během chorvatské války za nezávislost, kdy došlo k dělostřeleckému útoku Jugoslávské lidové armády (JNA). Po útoku chorvatské orgány zaslaly jugoslávskému ministerstvu obrany a všem ústředím JNA seznam chorvatských kulturních památek označených ochranným znakem Haagské úmluvy o ochraně kulturních statků v případě ozbrojeného konfliktu. 